# Major Grom: Der Pestdoktor
Major Grom: Der Pestdoktor (russisch Майор Гром: Чумной Доктор Major Grom: Tschumnoi Doktor) ist ein russischer Superheldenfilm unter der Regie von Oleg Trofim, der auf der gleichnamigen Comic-Serie des russischen Verlags Bubble Comics basiert. Es ist nach dem 30-minütigen Kurzfilm Major Grom der erste Film in voller Länge, der auf russischen Comics basiert. Der Film spielt in Sankt Petersburg und die Handlung erzählt die Geschichte von Polizeimajor Igor Grom, der einen Bürgerwehrmörder in der Maske eines Pestdoktors verfolgt. Politiker Witali Walentinowitsch Milonow hat im Film einem Cameo-Auftritt.

## Handlung
Igor Grom, der Polizeimajor von Sankt Petersburg, muss sich vor seinem Vorgesetzten, Generaloberst Fedor Prokopenko, für einen Kollateralschaden verantworten, den er bei einer erfolgreichen Verbrecherjagd angerichtet hatte.
Kurz darauf beginnt der Prozess gegen Kirill Grechkin, einem Jugendlichen aus „gutem Hause“. Ihm wird vorgeworfen, mit seinem Auto ein Mädchen angefahren und tödlich verletzt zu haben. Trotz der Beweise gegen ihn, wird Grechkin freigesprochen. Daraufhin beschuldigt Lyosha Makarov, der Bruder der Verstorbenen, das Gericht der Korruption. Auch der IT-Millionär Sergei Razumovsky, Gründer des sozialen Netzwerks „Vmeste“, und sein Freund Oleg Wolkow, der im selben Waisenhaus aufgewachsen war wie das verstorbene Mädchen, sind empört über die Entscheidung des Gerichts. Gleichzeitig tauchen im Internet Videos des „Pestdoktors“ auf – ein Rächer in Maske und Kampfanzug, bewaffnet mit Bomben und Flammenwerfern, der verspricht, die Stadt von Schurken zu „säubern“. Dementsprechend wählt er sich Kirill Grechkin als Opfer und verbrennt ihn in dessen Auto.
Polizeimajor Grom, der Zeuge des Mordes war, versucht den Doktor zu finden, der aktuell von der Öffentlichkeit als Held angesehen wird. Aufgrund der Brisanz des Falles wird FSB-Offizier Evgeny Strelkov aus Moskau hinzugezogen, der den Major von weiteren Ermittlungen entbindet, was dieser jedoch nicht so einfach hinnimmt. Gemeinsam mit seinem neuen Assistenten Dima Dubin versucht Grom über seine Informant aus der kriminellen Unterwelt Informationen zu erhalten. Neben Grom ist auch die Journalistin und Bloggerin Yulia Pchyolkina an Informationen über den Pestdoktor interessiert und versucht das Vertrauen des Major gewinnen und ihn auszuhorchen.
Währenddessen gibt es erneute Opfer des Doktors: den Chef einer Bank, der Sparer betrogen hat und den Besitzer samt seiner Familie, der eine Mülldeponie extrem umweltschädlichen betreibt. Assistent Dubin vermutet, dass der nächste Auftritt des Doktors bei der Eröffnung eines Casinos zu erwarten sei, wo sich die ganze St. Petersburger High Society versammeln werde. Grom mischt sich unter die Besucher der Eröffnungsparty, trifft aber anstatt des echten Doktors nur seine Gefolgsleute, die die Reichen ausrauben wollen. Es kommt zu einem Kampf bei dem die Banditen zwar gefangen genommen werden, aber Grom daraufhin von Strelkov gezwungen wird aus dem Polizeidienst auszuscheiden.
Trotz seiner Entlassung setzt Grom seine Ermittlungen fort und erfährt von Razumovskys Kindheit im Waisenhaus und dass er früher Vögel gezeichnet hatte, die wie die Maske des Doktors aussahen. Hinzu kommen weitere Indizien, die gegen Razumovsky sprechen, sodass Grom ihn beschuldigt, der Pestarzt zu sein. Dabei wird offenbart, dass „Oleg Volkov“ laut offiziellen Dokumenten im Krieg in Syrien vor einem Jahr gestorben war und Razumovskys dunkle Seite in der Person des Verstorbenen agiert. Grom wird nun von Razumovsky überwältigt und ihm den Anzug des Doktors in der Nähe des nächsten Tatorts zurückgelassen, sodass die Polizei Grom für den „Pestdoktor“ hält. Unter Mithilfe seines Assistenten und der Journalistin gelingt Grom die Flucht aus der Haft, sodass er weiter nach dem Doktor suchen kann.
Die Nachricht von der Festnahme das angeblichen „Pestdoktors“ veranlasst die Öffentlichkeit selbst aktiv zu werden und man will jeden zu lynchen, der für einen Bösewicht gehalten wird. Grom sucht daraufhin Razumovsky auf, der ihm nun sein eigentliches Ziel erklärt, das nicht nur darin besteht korrupte Beamte und Reiche zu bestrafen, sondern auch seine eigenen Anhänger, die er für unmoralische Nachahmer und Außenseiter hält. Razumovsky hofft auf den staatlichen Einsatz des Militärs um sie alle zu töten, sodass er anschließend in der Lage sein wird, ein „neues Petersburg“ zu schaffen. Zwischen Grom und Razumovsky bricht ein Kampf aus, in dem der Doktor fast gewinnt, aber Dubin und Pchyolkina kommen Grom zu Hilfe. Razumovsky kann überwältigt werden und Pchyolkina enthüllt, dass sie dessen prahlende Rede aufgezeichnet hat: einschließlich seiner schändlichen Pläne.
FSB-Offizier Strelkov beansprucht alle Anerkennung für die Festnahme des Seuchendoktors, womit Grom durchaus einverstanden und zufrieden ist, weil er somit seine Zeit mit den neuen Freunden Dubin und Pchyolkina verbringen kann.
Razumovsky wurde in einer Nervenheilanstalt untergebracht, wo er mit seiner „dunklen Seite“ spricht und zu ihm und sagt ihm, dass „sie“ bald frei sein werden. In einer Post-Credits-Szene wird Oleg Wolkow in einem Militärlager in Syrien gezeigt: Es stellt sich heraus, dass er noch am Leben ist und die Festnahme seines Freundes Razumovsky im Fernsehen sieht.

## Hintergrund
Der Teaser des Films wurde erstmals am 30. September 2017 auf dem Festival IgroMir / Comic Con Russia 2017 gezeigt, wonach der Film einige Zeit mit Produktionsschwierigkeiten konfrontiert war. Drei Jahre später wurde auf dem Festival Comic Con Russia 2020 ein vollwertiger Trailer vorgestellt, und das Datum der allrussischen Premiere wurde bald bekannt gegeben – der 1. April 2021. Die Premiere von Major Grom fand am 26. März 2021 in St. Petersburg statt.
In Deutschland ist der Film über den US-amerikanischen Streaming-Anbieter Netflix verfügbar.
Die Handlung des Films basiert auf dem ersten Handlungsbogen der Original-Comicserie, die den Kampf von Major Grom mit einem Serienmörder erzählt, der sich unter der Maske eines Pestarztes versteckt. Für das Szenario selbst planten die Bubble Studios, etwa 80 Prozent der Handlung der ursprünglichen Geschichte zu belassen und 20 Prozent neuen Inhalt hinzuzufügen. Nachdem die Anspielungen der Original-Comicserie auf die russische Politik kritisiert wurden, versuchte man sie im Film wegzulassen, da sie für ausländische Zuschauer wenig verständlicher seien. Ebenso wurden diverse Charaktere entgegen dem Comic abgeändert. So änderte sich auch die Persönlichkeit von Igor Grom: In den Comics ist er sehr edel und folgt streng einem Moralkodex, während er im Film eher antiheldenhaft und weniger gewissenhaft ist.

## Besetzung
Für den Spielfilm wurden weniger berühmte Schauspieler eingesetzt, da die bisherigen Schauspieler des 30-minütigen Kurzfilm Major Grom bereits in vielen verschiedenen Filmen spielten, was den Filmemacher für ungünstig erachteten. Insbesondere bei der Auswahl eines neuen Hauptdarstellers für die Rolle des Igor Grom gab es Probleme, denn Alexander Gorbatov, der diese Figur in dem Kurzfilm spielte. Er weigerte sich aufgrund mangelnden Interesses an dem Projekt weiter mitzuarbeiten. Die Suche nach einem neuen Schauspieler dauerte ein ganzes Jahr. Schließlich wurde Tikhon Zhiznevsky für die Rolle ausgewählt, obwohl einige seiner Bekannten bezweifelten, dass er für die Rolle passen würde, da er hauptsächlich dafür bekannt war romantische Rollen zu spielen. Zhiznevsky musste für die Rolle zehn Kilogramm abnehmen und sich einem ernsthaften körperlichen Training unterziehen, um athletischer auszusehen. Dafür arbeitete er mit Trainern in Moskau und St. Petersburg zusammen.

## Rezeption
Major Grom: Der Pestdoktor wurde von Kritikern im Allgemeinen mäßig positiv bewertet. Es wurde die allgemein hohe Qualität der Arbeit festgestellt, aber gleichzeitig wurde die klischeehafte und unoriginelle Handlung bemängelt. Vereinzelt wurde behauptet, dass der Film auf eine vorwurfsvolle Botschaft an die russische Opposition und ein Lob für die Polizei abzielen würde, was aber nicht bei allen Kritikern Zustimmung brachte. Die Autoren selbst haben diese Auslegungen in mehreren Interviews bestritten.
Der Film scheiterte an den russischen Kinokassen und brachte nur 328 Millionen bei dem Budget von 640 Millionen Rubel ein, Netflix und Kinopoisk HD allerdings erwies sich der Film als sehr beliebt.